# Skarpnäcksleden

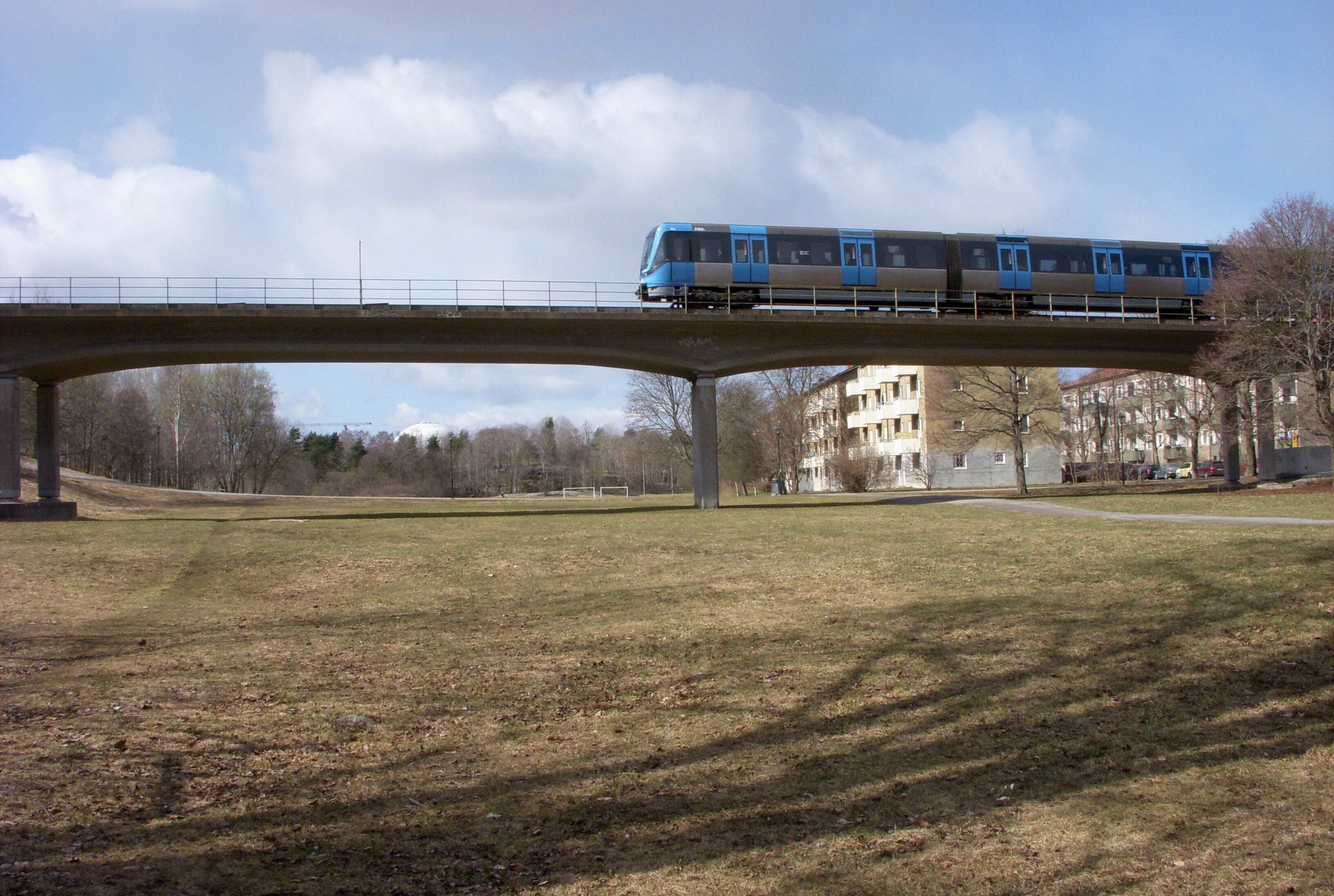
Leden skulle gå över Nytorps gärde.

Skarpnäcksleden var en planerad motortrafikled genom Björkhagen, Kärrtorp och Bagarmossen i sydöstra Stockholm. Leden var en del av 1960 års trafikledsplan som bland annat behandlade Stockholms ringled. 1991 beslöts att leden inte skulle byggas.

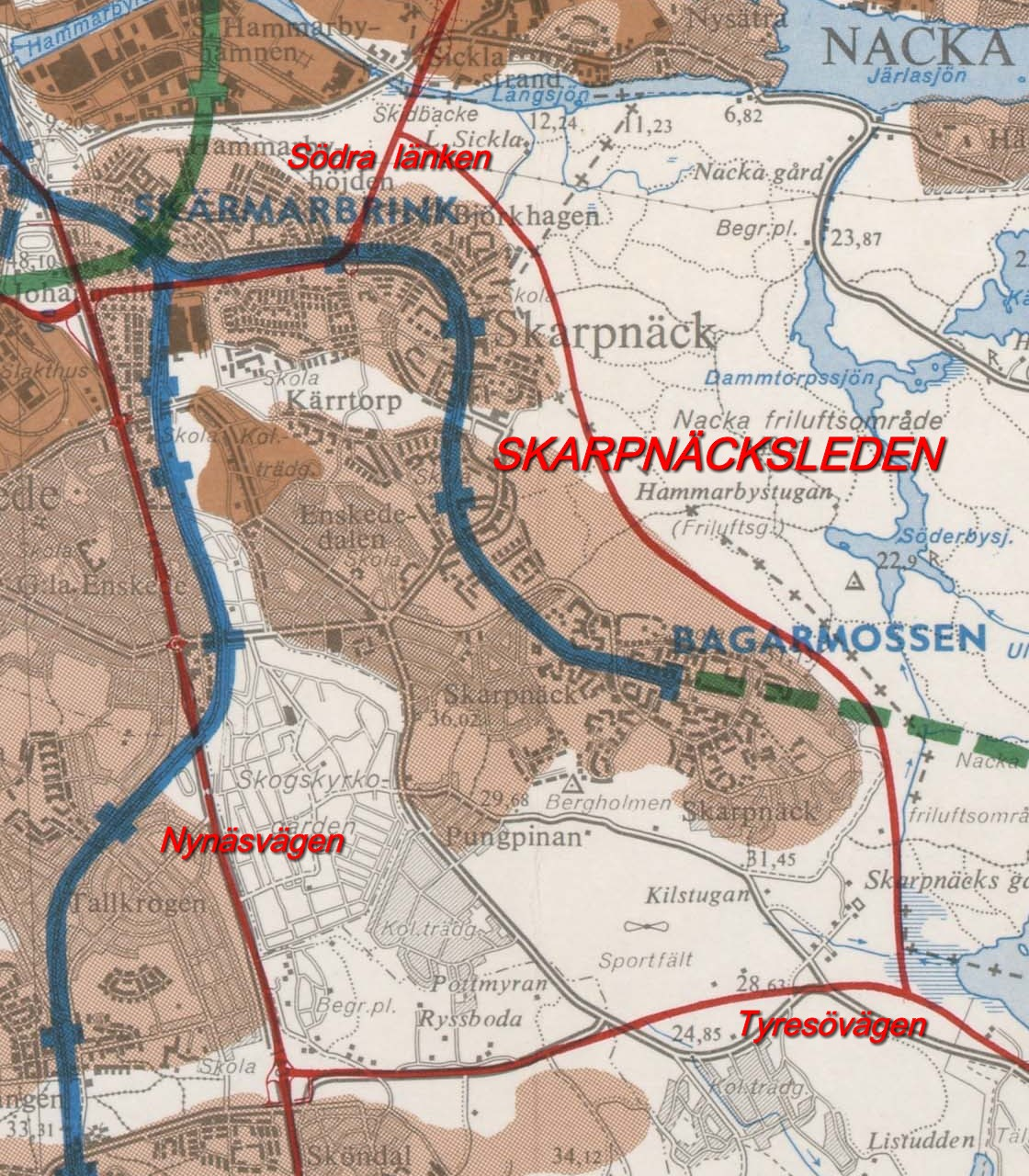
Skarpnäcksleden (rödmarkerad linje) enligt Tunnelbaneplan för Stockholm 1965. De blå linjerna är tunnelbanan.

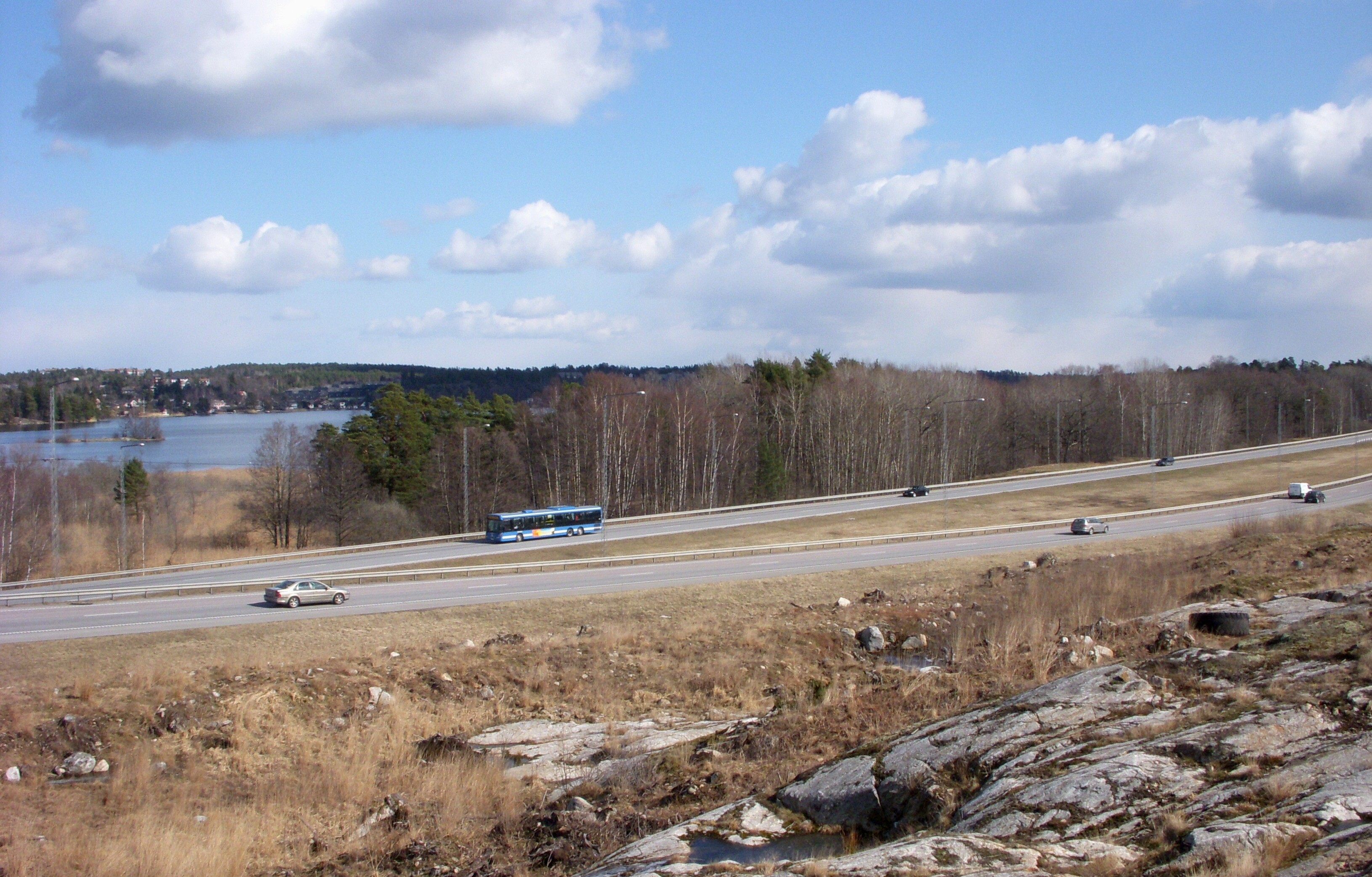
I höjd med Ältasjön skulle Skarpnäcksleden kopplas till Tyresövägen.

Enligt 1960 års trafikplan skulle Skarpnäcksleden bli en nord-sydlig förbindelselänk mellan Södra länken och Tyresövägen. Enligt 1960 års planer för Stockholms ringled skulle Södra länken gå i ytläge genom Skärmarbrink samt Enskede gård och där ansluta till Årstalänken. Vid Hammarby skidbacke planerades anslutningen för Skarpnäcksleden.
Skarpnäcksleden skulle (från norr till söder) gå i dalstråket för Nytorps gärde mellan Björkhagen och Kärrtorp. Den fortsatta sträckningen gick söder om Kärrtorps idrottsplats och sedan längs gränsen mellan Nackareservatet och Bagarmossen. Mellan Ältasjöns västra våtområden och dåvarande Skarpnäcks sportfält skulle den ansluta till Tyresövägen. Hela sträckan var cirka fem kilometer lång. Trafikleden var även en planeringsförutsättning när mer och storskaligare bebyggelse tillkom i Bagarmossens norra delar. Som en övergångslösning planerades anslutning i norr till Sofielundsvägen.
Planeringen för leden hade gått långt och flera trafikreservat avsattes för den, som framgår av samtida stadsplaner. Exempelvis dimensionerades spännvidden för Gröna linjens viadukt över Nytorps gärde och anslutningen till Tyresövägen förbereddes för den framtida leden. Tyresövägens öst- och västgående körbanor är här separerade av ett brett mittfält. Även på en del samtida stockholmskartor var leden markerad. Under 1970- och 1980-talen diskuterades och kritiserades ledens sträckning, speciellt dragningen genom Nackareservatet gillades inte. 1991 beslöt Stockholms kommunfullmäktige att Skarpnäcksleden skulle utgå ur planeringen.